# قرة غوز إيل
قرة غوز إيل هي قرية في مقاطعة أرومية، إيران. عدد سكان هذه القرية هو 211 في سنة 2006.